# Resa dei conti a Little Tokyo
Resa dei conti a Little Tokyo (Showdown in Little Tokyo) è un film del 1991 diretto da Mark L. Lester.

## Trama
Los Angeles, primi anni novanta. Una banda di Yakuza (la mafia giapponese) imperversa per la città cercando di introdurre sul mercato una nuova droga, una potente metanfetamina.
Ci sono due poliziotti che per via del loro carattere difficile non riescono a lavorare con un partner. Sono Chris Kenner, uno statunitense cresciuto in Giappone e dal carattere freddo, pacato e calcolatore, e Johnny Murata, un giovane di origini in parte giapponesi e dal carattere spavaldo ed impulsivo, entrambi trasferiti da poco a L.A., che vengono costretti dal loro superiore a lavorare in coppia. I due sono persone molto diverse tra loro, ma li accomuna la grande abilità nelle arti marziali.
Durante un'indagine Chris scopre che Yoshida, il capo della Gang criminale è l'uomo che quando era un bambino di nove anni, assassinò a colpi di spada i suoi genitori. Chris assistette alla scena, ma riuscì a salvarsi perché, cercando di difendersi in qualche modo, ferì e sfregiò al viso Yoshida con una spada.
Intanto Yoshida assassina il proprietario del Night Club "Bonsai" e ne assume il controllo.
Dopo una festa "finita male" Chris e Johnny indagano sulla morte di una ragazza di nome Angel trovata decapitata. Proprio durante le indagini conoscono un'amica di Angel, la bella cantante Minako Okeya.
Nel frattempo Yoshida intensifica la sua rete di distribuzione prendendo il comando di una fabbrica di birra e di alcune gang locali.
Durante un appostamento davanti alla casa di Yoshida, Johnny osservando la situazione con un binocolo, scorge Minako che, da sola in una stanza a casa di Yoshida, sta preparando un rituale. Chris intuisce che Minako sta per suicidarsi secondo un rito giapponese che si usa quando qualcuno subisce una forte onta o disonore: infatti la notte precedente aveva subito una violenza da parte di Yoshida. Chris irrompe in casa e riesce a salvarla.
Successivamente i tre lasciano la città e si rifugiano in una casa in stile giapponese che Chris aveva costruito in riva ad un lago. Durante la breve permanenza Chris e Minako hanno una relazione, ma improvvisamente vengono attaccati dagli uomini di Yoshida. I due poliziotti oppongono una feroce resistenza, ma sono costretti alla resa quando gli Yakuza prendono Minako.
I due vengono così catturati, spogliati e torturati, e infine chiusi in una macchina posto poi su un nastro trasportatore destinato al macero. All'ultimo momento riescono però a fuggire e, sfruttando l'effetto sorpresa, affrontano Yoshida ed i suoi uomini durante una parata.
Chris alla fine uccide Yoshida in un duello con le spade. Il film si conclude con Chris che, abbracciato a Minako ed in compagnia dell'ormai inseparabile amico Johnny, lascia la parata con i giapponesi che si inchinano al suo passaggio in segno di ringraziamento e rispetto.

## Produzione
Benché Lundgren e Lee sembrino affiatati in fase di ripresa, in realtà nutrivano antipatie reciproche; soprattutto pare che l'attore svedese detestasse il collega per la sua «insopportabile arroganza e le pose da fichetto». Nella sequenza in cui Lundgren e Tia Carrere hanno rapporti sessuali, il seno dell'attrice è "controfigurato" da quello più prosperoso della modella Tera Tabrizi.

## Critica
La critica, benché giudicò le coreografie in maniera abbastanza positiva, non lodò particolarmente il film, che non ebbe molto successo. In molti paesi non fu nemmeno proiettato nelle sale cinematografiche, uscendo in VHS nel 1992. Nel 1993, in seguito alla prematura scomparsa di Brandon Lee, si registrò un picco dell'aumento dei dati di vendita del film in Home video.

## Rituali giapponesi ed imprecisioni
Nel film vengono mostrati alcuni rituali appartenenti alla cultura del Giappone feudale e del mondo degli Yakuza:
- Minako Okeya, dopo essere stata disonorata da Yoshida, tenta di commettere suicidio con un rituale che consiste nel taglio del ventre. Questo rituale viene chiamato da Chris Kenner "Seppuku", anche se in realtà l'appellativo corretto dovrebbe essere "Harakiri". L'azione in sé che viene compiuta è la stessa, tant'è che il termine viene scritto con gli stessi ideogrammi, che significano "ventre" e "taglio". La lettura del primo viene effettuata secondo la lingua cinese e veniva considerata la pronuncia più nobile ed aristocratica, poiché sostanzialmente il cinese non era conosciuto dalle persone comuni. Inoltre differisce dall'Harakiri (pronuncia giapponese) in quanto vi era la presenza di un incaricato, chiamato "Kaishakunin", che aveva il compito di decapitare il suicida per permettere che così il suo viso non rimanesse sfigurato dal dolore. Va ricordato oltretutto che essendo Minako Okeya una donna, dovrebbe compiere "Jigai", il suicidio rituale giapponese previsto esclusivamente per le donne che consiste nel taglio dell'arteria carotide e della vena giugulare, con un coltello "tantō" (una lama di 15–30 cm) o "kaiken" (di 15 cm) dopo che la vittima si fosse legata insieme le ginocchia per far trovare il proprio corpo in una posa dignitosa. Quello che viene mostrato su schermo rispetta più o meno le caratteristiche dello Jigai, sebbene nel film non sia presente alcun riferimento esplicito al termine.
- Uno dei sottoposti di Yoshida, nel chiedere perdono per un grave insuccesso e disonore causato al suo padrone, si presenta davanti a lui e compie un rituale che consiste nel tagliarsi il dito mignolo: lo "Yubitsume" ("accorciamento di dita"). Nel film il malcapitato si taglia direttamente tutto il dito, ma secondo l'usanza tradizionale il dito verrebbe amputato una falange alla volta.
- Un piccolo errore nel montaggio della pellicola è evidenziato dalla scena che vede i due protagonisti intrappolati nella macchina, prima che questa venga portata allo sfascia carrozze. Mentre uscendo dalla casa Chris è ancora totalmente nudo (fatta eccezione per i boxer), quando riesce a liberarsi con il suo socio dalla macchina, pochi secondi prima di finire in brandelli, si ritrova completamente vestito.